# Pretty Baby
Pretty Baby (conocida como Niña bonita en Hispanoamérica y como La pequeña en España) es una película estadounidense de 1978, dirigida por Louis Malle. Protagonizada por Brooke Shields, Keith Carradine y Susan Sarandon en los papeles principales. 
La película relata un hecho ficticio ocurrido en 1917 en un barrio de Nueva Orleans, en inicios de la Primera Guerra Mundial donde convive una joven que es hija de una prostituta  de dicho barrio, y la relación de ambas con un fotógrafo.
Fue nominada a los Premios Óscar por mejor música y sonidos (Jerry Wexler) y Louis Malle ganó el premio técnico en el Festival de Cannes.

## Argumento
Año 1917, Durante la Primera Guerra Mundial la prostitución aún es legal en Storyville, distrito rojo de la ciudad de Nueva Orleans, Luisiana. Hattie es una prostituta del burdel de “Madame Neil” donde convive con su hija Violet de 12 años, como otras prostitutas y su descendencia en una extraña comunidad, son las únicas que están cuando el fotógrafo Ernest J. Bellocq (dedicado a retratar a trabajadoras de burdeles y lo que conlleva de bello, salvaje, puro o sucio) llega con su cámara. Empieza a tomar fotos de Hattie y queda fascinado con su hija Violet. 
A los pocos meses, Hattie contrae matrimonio y se marcha a San Luis, dejando a su hija en la casa de citas con sus compañeras de oficio que forma parte, sin reservas, del mundo que le rodea. La clientela del local que sabe de la pequeña es consciente de la edad que tiene. Llegado el momento, el fotógrafo asiste entre el asombro y terror sin poder hacer gran cosa, a la ceremonia de iniciación de la pequeña Violet consistente en una subasta entre clientes que ofrecen dinero para ver quién es el que le quita su virginidad. 
Tras el comienzo de su nueva vida la niña fue víctima del maltrato por Madame Neil, ante lo que deja el burdel y se va a vivir con el fotógrafo. Al cabo de un tiempo se casan y comienzan una extraña relación entre la "niña-mujer" y el hombre maduro al que llama "papi".

## Reparto
- Brooke Shields como Violet.
- Keith Carradine como Bellocq.
- Susan Sarandon como Hattie.
- Frances Faye como Nell.
- Antonio Fargas como El Profesor.
- Matthew Anton como Red Top.
- Diana Scarwid como Frieda.
- Barbara Steele como Josephine.
- Seret Scott como Flora.
- Cheryl Markowitz como Gussie.
- Susan Manskey como Fanny.
- Laura Zimmerman como Agnes.
- Miz Mary como Odette.
- Gerrit Graham como Highpockets.
- Mae Mercer como Mamá Mosebery.

## Comentarios
- Con esta polémica película debutó Louis Malle en el cine estadounidense, pero es simplemente una característica más de la obra de este director francés.
- El título se inspira en la canción del mismo título de Tony Jackson que también forma parte de la banda sonora del filme.
- El papel de Violet iba a ser interpretado por Jodie Foster, quien lo rechazó. Brooke Shields recibió el papel sobre 300 jóvenes que hicieron audiciones, fue a la vez su descubrimiento y lanzamiento al estrellato.
- Robert Redford inicialmente iba a interpretar el papel de Bellocq. Sylvester Stallone y John Travolta fueron considerados también.

## Legado
En el mismo año, Deborah Harry escribió la canción "Pretty Baby" y la grabó en el aclamado álbum "Parallel Lines" de su banda Blondie.

## Polémica y censura
Cuando la película fue editada para DVD fue formateada a 16:9 recortando algunos planos donde el pubis y las nalgas de Shields eran visibles debido a la polémica del cuerpo desnudo de la pequeña Brooke. La polémica surgió luego de que dichos planos mostraban a una Brooke que se veía desnuda.